# آن كار
آن كار (بالإنجليزية: Anne Carr)‏ هي ثيولوجية أمريكية، ولدت في 1934، وتوفيت في 11 فبراير 2008.